# Rouville (Oise)
Rouville é uma comuna francesa na região administrativa de Altos da França, no departamento de Oise. Estende-se por uma área de 7 km². Em 2010 a comuna tinha 259 habitantes (densidade: 37 hab./km²).